# Gospostvo Lek
Gospostvo Lek je (nekdanja) gospoščina v provinci Južna Holandija. Ime je dobila po reki Lek. Gospostvo je obsegalo dela Krimpenerwaarda in Alblasserwaarda.

## Uvod
Gospostvo Lek je ležalo na območju, do katerega sta imela zahteve tako holandski grof kot utrechtski škof. Do leta 944 je bilo območje fevd holandskih grofov. Območje je pozneje prešlo v last utrechtskih cerkva. Od 12. stoletja naprej je območje večinoma padlo nazaj v roke holandskih grofov.
Gospostvo Lek je vključevala območje - imenovano tudi "Isla et Lake" - med Hollandse IJssel in Lekom. K gospostvu je pripadal tudi pas na južni strani Leka. Na tem pasu med Streefkerkom in Nieuw-Lekkerlandom, na visokem hribu Schonenberger, naj bi prvi gospodje Leka zgradili svoj grad Schonenburg. Grad naj bi bil porušen okoli leta 1450.
Leta 1342 so gospostvo še razširili. Območje gospostva ni vključevalo le delov Krimpenerwaarda, temveč tudi gospostva in dvore južno od Leka. To se je nanašalo na gospostva Ridderkerk, Lekkerkerk, Krimpen aan den IJssel, Krimpen aan ali na Merwede (= Krimpen aan de Lek ), Ouderkerk, Zuidbroek, Streefland, Brandwijk, Gijbeland in Bleskensgraaf ter ribolovne pravice v Leku.

## Zgodovina

### Gospodje Leški (do 1342)
Prvi gospodje Leka so bili člani družine Leških. Prva omemba fevdalnega gospoda iz te družine se nanaša na nekega Folperta Leškega leta 1167 in 1168. Za njim bo gospoščino upravljalo še pet članov te družine. Po smrti Henrika Leškega leta 1342 se je doba Leških končala. Gospostvo je pripadlo Holandskemu grofu Viljemu IV..

### Gospodje Polanenski (1342-1403)
Leta 1342 je Viljem IV. Holandski gospostvo Lek prodal Janezu II. Polanenskemu , od takrat gospodu Leka in kasneje tudi Brede. Ker se je med spori trnka in trske odločil za trnke, je bil izgnan in leta 1351 je bila gospoščina dana drugemu gospodu, Janezu II. Culemborškemu, čigar mati Juta je izhajala iz družine Leških.
Po izgnanstvu se je Janez Polanenski vrnil in leta 1356 skupaj z Janezom Culemborškim ponovno prevzel posest nad gospoščino Lek. Obdobje Polanenskih je trajalo relativno kratko. Po poroki njegove vnukinje Johane Polanenske leta 1403 z Engelbrehtom I. Nassau-Siegenskim je gospoščina padla v roke članov družine Nassauskih. Vendar so se sledovi Polanenskih ohranili v občinskih grbih Krimpen aan den IJssel, Krimpen aan de Lek, Lekkerkerk in Ouderkerk aan den IJssel: trije črni polmeseci na srebrnem ščitu.

### Nassauski in Nassausko Leški (1403-1722)
Po Engelbertu Nassauskemu bo še deset članov te družine imelo gospostvo Lek. V 16. stoletju je gospostvo prek Renéja Chalonskega, oranskega princa, prišel v last Viljema I., oranskega princa. Njegov sin princ Mavricij je dal gospostvo svojemu biološkemu sinu Viljemu, ki je bil posledica Mavricijevega razmerja z Margareto Mechelensko.
V obdobju Nassauskih je prišlo do ločitve pravic. Engelbreht Nassauski je prodal uživanje in nizko sodstvo Albrehtu iz Naaldwijka. Visoka (krvno) sodstvo je ostalo v rokah Nassausskih. V 16. in 17. stoletju so Nassauski te pravice odkupili nazaj. Leta 1613 je Krimpen aan den IJssel zadnji odkupil princ Mavricij. Gospostvo Lek je bilo spet celota, vendar je zdaj vključevalo le območje v Krimpenerwaardu in pas zemlje na obeh straneh Leka. Prejšnji deli graščine v Alblasserwaardu niso več pripadali gospostvu.
Zadnji Nassauski kot gospod Leški, Mavricij Ludvik Nassauski, pravnuk princa Mavricija, je zašel v velike finančne težave. Prisiljen je bil prodati več svojih posesti, med njimi tudi gospoščino Lek. Leta 1722 je bila izvršilna prodaja in gospoščina je bila razdeljena na različne dele.

### Obdobje po letu 1722
Po letu 1722 se je zgodovina gospostva Lek pravzaprav končala. Gospostvo je razpadlo na samostojna gospostva, kot so Krimpen aan den IJssel (in Stormpolder), Krimpen aan de Lek, Ouderkerk, Lekkerkerk in Zuidbroek. Od stare gospoščine je ostal nepozidan pas na obeh straneh Leka s samo reko, ki je bil gospodarsko pomemben zaradi pripadajočih ribolovnih pravic. Leta 1817 je to območje zaradi upravno-tehničnih razlogov dobilo status občine, imenovane De Lek, brez upravnega in uradniškega aparata. Pravzaprav je ta upravna enota imela le vlogo za davčne organe. Tudi to se je leta 1847 končalo in območje je bilo razdeljeno med okoliške občine. Danes je družina Van Sandick  lastnica (nekdanje) gospoščine in pripadajočih pravic.
- Nagrobni spomenik Janeza II. Polanenskega
- Posmrtni portret Viljema Nassauskega, gospoda Leškega (1628)